# Amie Comeaux
Amie Noelle Comeaux, född 4 december 1976 i Brusly i Louisiana, död 21 december 1997 i Saint Tammany Parish i Louisiana, var en amerikansk countrysångerska. Hennes första album Moving Out (1994) var det enda som kom ut under hennes livstid innan hon omkom i en bilolycka 21 år gammal. Uppföljaren A Very Special Angel utkom en kort tid efter hennes död. Ytterligare ett postumt album, Memories Left Behind, utkom 2006.

## Diskografi
Album
- 1994 – Moving Out
- 1998 – A Very Special Angel
- 2006 – Memories Left Behind

Singlar
- 1994 – "Moving Out"
- 1994 – "Who's She to You"
- 1995 – "Blue"